# Taxi 3
Taxi 3 – francuska komedia filmowa z 2003 roku w reżyserii Gérarda Krawczyka.

## Fabuła
Marsylska policja poszukuje gangu dokonującego napadów w przebraniu świętych Mikołajów. Taksówkarz Daniel wraz z policjantem Émilienem postanawiają wykazać się schwytaniem bandytów. W tym samym czasie na posterunku pojawia się młoda pół Chinka, pół Szwajcarka, Qiu. Dziewczyna jest szpiegiem gangu i przy nadarzającej się okazji porywa Emiliena. Daniel rusza na pomoc przyjacielowi razem ze swą podrasowaną taksówką.

## Obsada
- Samy Naceri – Daniel Morales
- Marion Cotillard – Lilly Bertineau
- Jean-Christophe Bouvet – generał Bertineau
- Frédéric Diefenthal – Émilien Coutant-Kerbalec
- Emma Sjöberg – Petra
- Bernard Farcy – komisarz Gibert
- Bai Ling – Qiu
- Sylvester Stallone – klient Daniela w pierwszej scenie filmu (niewymieniony w napisach)